# Триизодон
Триизодон (лат. Triisodon, от др.-греч. τρεῖς ἴσοι ὀδόντες «три равных зуба») — вымерший род млекопитающих отряда мезонихий, обитавший в палеоцене в Северной Америке. Это были одни из крупнейших млекопитающих палеоцена. Для него были характерны массивные челюсти и сильные клыки.